# Teresa Font
Teresa Font es una de las montadoras más relevantes del cine español. Ha trabajado en títulos como Juana la Loca, Libertarias, Celos, El día de la bestia, Jamón, jamón, Días contados, El rey pasmado, Muertos de risa, La enfermedad del domingo, El hombre que mató a Don Quijote, Dolor y gloria y Madres paralelas o la serie de televisión Los jinetes del alba.
Ha obtenidos dos premios Goya al mejor montaje y en 2022, fue galardonada con la Medalla de Oro al Mérito en las Bellas Artes que otorga el Ministerio de Cultura de España.

## Reseña biográfica
Nació en Gallifa (Barcelona). Hasta los siete años vivió en su pueblo natal donde disfrutó de una vida en libertad. A los siete años se trasladó a Castellar a casa de una tía, donde fue primero a las Escuelas Nacionales y luego a un colegio religioso. Su primera relación con el mundo del cine tuvo lugar a los nueve años, cuando acompañaba al cine a una señora las noches de verano. Empezó trabajando de secretaria a la par que seguía en el instituto por la noche.
Estudió en la Universidad de Barcelona, aunque quería trabajar en el cine, por lo que se trasladó a Londres para conocer escuelas de cine, aunque nunca llegó a estudiar en ellas. Al volver a Barcelona buscó trabajo como meritoria en diversas productoras. Al ser mujer le propusieron trabajar como script o montadora y se decidió por el montaje de cine. También ha trabajado como montadora de sonido en películas como El día de la bestia, Jamón, jamón y otras, aunque en ellas no aparece acreditada en dicha labor.
Su formación como montadora es autodidacta y procede de ver películas, tanto durante su estancia en Londres como de vuelta a Barcelona en la Filmoteca.
Estuvo casada con Vicente Aranda, al que conoció cuando trabajaba con él en Asesinato en el Comité Central en 1982 y siguió trabajando como montadora de todas sus películas posteriores hasta la última que dirigió, Luna caliente.

### Primeros trabajos
Comenzó a trabajar en el cine en 1976, como ayudante de montaje. En 1977 y 1978 trabaja en cortometrajes del ICC (Institut de Cinema Català). Sus primeros largometrajes son Nemo de Jesús Garay (1979) y el documental Numax presenta... de Joaquín Jordà (1980). En 1982 realiza el montaje de Asesinato en el Comité Central, de Vicente Aranda.

### Etapa segunda
A partir de entonces trabaja en todas las películas de Vicente Aranda. Son títulos como Fanny Pelopaja, Tiempo de silencio, El Lute: camina o revienta, El Lute II: mañana seré libre, Si te dicen que caí, la serie Los jinetes del alba, Amantes, La pasión turca, Celos, Juana la Loca, Tirante el Blanco o Luna caliente, entre otros.
También trabaja de forma habitual con realizadores como Imanol Uribe, para el que realiza el montaje de El rey pasmado, Días contados, Bwana, Plenilunio, El viaje de Carol o La carta esférica, y Álex de la Iglesia, para quien monta El día de la bestia, Muertos de risa y Perdita Durango.
Para Pedro Almodóvar ha montado Dolor y gloria, La voz humana, Madres paralelas y Extraña forma de vida.
Entre los cineastas no españoles con los que ha colaborado figuran nombres como Terry Gilliam y su largometraje El hombre que mató a Don Quijote, Deepa Mehta y Funny Boy, Leticia Tonos y Mis 500 locos o Simão Cayatte y Vadio.

## El montaje cinematográfico
Desde su punto de vista los montadores deben tener una sensibilidad especial para captar el sentido de lo que se está contando y elegir los planos más adecuados para cada momento de la narración cinematográfica. En ese sentido cree que hay que eliminar todo el material que no sea fundamental, dejando lo necesario para que las escenas sean fácilmente comprensibles para el espectador.
De la misma forma y en su opinión, el trabajo de montaje exige ponerse en el lugar del público para acabar proporcionándole exactamente lo que necesita ver.
Su trabajo como montadora de sonido le hizo entender la importancia que tiene en el montaje cinematográfico, tanto para ayudar en el propio montaje de las imágenes como para manipular el tiempo y el ritmo.
Como intermediarios entre lo que el director quiere rodar y lo que ha rodado realmente, los montadores deben usar todas las herramientas a su alcance para contribuir a sacar adelante la mejor obra posible. Por eso una de sus máximas es la tenacidad, de modo que incluso en las secuencias con problemas de montaje hay que buscar a fondo entre el material rodado, ya que en la mayoría de ocasiones pueden encontrarse interesantes soluciones, inimaginables en una primera aproximación a dicho material.

## Producción de la artista
- 2024 Mi amigo el pingüino
- 2023 Extraña forma de vida
- 2022 A quien cierra los ojos
- 2022 Mamá no enRedes
- 2022 Llegaron de noche
- 2021 Pan de limón con semillas de amapola
- 2021 Madres paralelas
- 2021 El sustituto
- 2020 Funny Boy
- 2020 Akelarre
- 2020 Mis 500 locos
- 2020 La voz humana
- 2019 Salir del ropero
- 2019 El asesino de los caprichos
- 2019 Dolor y gloria
- 2018 Juanita
- 2018 El desentierro
- 2018 El hombre que mató a Don Quijote
- 2018 La enfermedad del domingo
- 2017 Las siete muertes
- 2017 El jugadora de ajedrez
- 2016 Canned Peaches
- 2016 Las Furias
- 2016 The Healer
- 2015 Acantilado
- 2015 Juegos de familia
- 2015 Creditors
- 2015 La adopción
- 2015 El destierro
- 2015 Juegos de familia
- 2013 La mula
- 2012 Historias robadas (miniserie de TV)
- 2011 Maktub
- 2011 O Cônsul de Bordéus
- 2011 Lo contrario al amor
- 2010 Vidas pequeñas
- 2010 Mr. Nice
- 2009 Luna caliente
- 2009 Mal día para pescar
- 2008 La casa de mi padre
- 2008 La conjura de El Escorial
- 2007 Canciones de amor en Lolita's Club
- 2007 Quiéreme
- 2007 La carta esférica
- 2006 El ciclo Dreyer
- 2006 Tirante el Blanco
- 2005 20 centímetros
- 2005 Condón Express
- 2003 Carmen
- 2002 El viaje de Carol
- 2002 Piedras
- 2002 António, Um Rapaz de Lisboa
- 2001 Juana la Loca
- 1999 Celos
- 1999 Plenilunio
- 1999 Extraños
- 1999 Muertos de risa
- 1998 La mirada del otro
- 1997 Perdita Durango
- 1996  Bwana
- 1996 Libertarias
- 1995 El día de la bestia
- 1994 La pasión turca
- 1994 Días contados
- 1993 Intruso
- 1993 El amante bilingüe
- 1992 Jamón, jamón
- 1991 El rey pasmado
- 1991 Amantes
- 1991 El ángel caído (serie de TV)
- 1990 Los jinetes del alba (serie de TV)
- 1989 La luna negra
- 1989 Si te dicen que caí
- 1988 Berlín Blues
- 1988 El Lute II: mañana seré libre
- 1987 Caín
- 1987 El Lute: camina o revienta
- 1987 Luna de lobos
- 1986 Pepe Carvalho (serie de TV)
- 1986 Tiempo de silencio
- 1984 Fanny Pelopaja
- 1982 Asesinato en el Comité Central
- 1980 Numax presenta... (documental)
- 1979 Nemo

## Premios y nominaciones
Premios Goya
| Año  | Categoría     | Trabajo             | Resultado |
| ---- | ------------- | ------------------- | --------- |
| 1988 | Mejor montaje | Berlín Blues        | Nominada  |
| 1991 | Mejor montaje | Amantes             | Nominada  |
| 1993 | Mejor montaje | Intruso             | Nominada  |
| 1994 | Mejor montaje | Días contados       | Ganadora  |
| 1995 | Mejor montaje | El día de la bestia | Nominada  |
| 2001 | Mejor montaje | Juana La Loca       | Nominada  |
| 2003 | Mejor montaje | Carmen              | Nominada  |
| 2019 | Mejor montaje | Dolor y gloria      | Ganadora  |

Medallas del Círculo de Escritores Cinematográficos
| Año  | Categoría     | Trabajo             | Resultado |
| ---- | ------------- | ------------------- | --------- |
| 1995 | Mejor montaje | El día de la bestia | Ganadora  |
| 2019 | Mejor montaje | Dolor y gloria      | Nominada  |
| 2020 | Mejor montaje | Akelarre            | Nominada  |
| 2021 | Mejor montaje | Madres paralelas    | Nominada  |

Otros premios
- Premio de la Asociación de escritores cinematográficos de España al Mejor Montaje por El día de la bestia (1995)

- Premio Ricardo Franco del Festival de Málaga (2016)
- Premio a Una Trayectoria de Cine del Festival Internacional de Cine hecho por Mujeres[12] (2019)
- Medalla de Oro al Mérito en las Bellas Artes 2022.
- Premi Continuarà- Culturas 2, concedido por RTVE Cataluña, en la categoría de cine (2024). [13]